# المرأة في الحرب العالمية الثانية

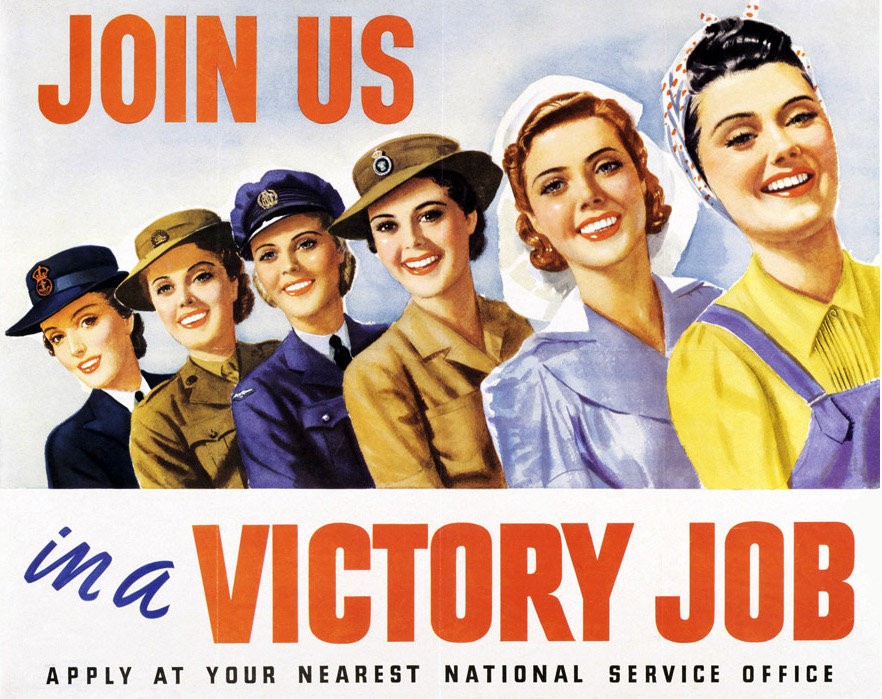
تشجيع النساء على الانضمام للفروع النسائية للقوات المسلحة أو المشاركة في العمل الصناعي أو الزراعي في العديد من الدول.

قامت النساء في الحرب العالمية الثانية بمجموعة متنوعة من الأدوار من بلد إلى آخر. 
شملت الحرب العالمية الثانية نزاع عالمي على نطاق واسع غير مسبوق، أدى إلى توسيع دور المرأة التي لا أصبحت لا غنى عنها في هذه الحرب، وكانت أدوار النساء في الحرب العالمية الثانية أكثر اتساعا مما كانت عليه في الحرب العالمية الأولى. 
وبحلول عام 1945، قتلت أكثر من 2.2 مليون امرأة تعمل في الصناعات الحربية، وبناء السفن، والطائرات، والسيارات، والأسلحة. عملت النساء أيضا في مصانع الذخيرة والمزارع، وأيضا قدن الشاحنات وقدمن الدعم اللوجستي للجنود ودخلن مجالات العمل المهنية التي كانت في السابق حكرا للرجال فقط. 
في البلدان المتحالفة جندت الآلاف من النساء من الممرضات العاملات في الخطوط الأمامية. وانضمت آلاف آخريات للميليشيات الدفاعية في الداخل وكانت هناك زيادة كبيرة في عدد النساء اللواتي يعملن في السلك العسكري، ولا سيما في الجيش الأحمر والاتحاد السوفييتي. 
خلال الحرب العالمية الثانية، خدمت حوالي 400,000 امرأة في الولايات المتحدة مع القوات المسلحة، وأكثر من 460 (تقول بعض المصادر ان الرقم الأقرب هو 543) فقدن أرواحهم نتيجة للحرب. 
أصبحت النساء معترف بهن رسميا كجزء دائم من القوات المسلحة الأمريكية بعد الحرب بتمرير قانون دمج المرأة لعام 1948.
أشتركت المئات الآلاف من النساء في أدوار قتالية، وخاصة في الوحدات المضادة للطائرات. وقررت الولايات المتحدة عدم اشراك النساء في القتال لأن الرأي العام لن يتسامح في ذلك.
وشاركت العديد من النساء مع المقاومة في فرنسا، وإيطاليا، وبولندا، وفي بريطانيا (منظمة تنفيذ العمليات الخاصة) والولايات المتحدة (مكتب الخدمات الاستراتيجية) اللتين ساعدتا في المقاومة. 
وفي المقابل في الجيش الأمبراطوري الياباني فقد أُجبرت بعض النساء في المناطق الخاضعة للاحتلال الياباني على العبودية الجنسية ودعين بنساء المتعة. 
تم قتل حوالي 2,000,000 امرأة يهودية في المحرقة، وكذلك قتل النازيون غيرهن من النساء ذوات الإعاقة والغجريات. 

## الجدول الزمني
- 1938: قانون الاحتياط البحرية الأمريكي يسمح بتجنيد النساء المؤهلات والممرضات.[3]
- 1941: تم تأسيس فيلق المرأة الكندية.[4]
- 1942: تم إنشاء الخدمة البحرية الملكية الكندية النسائية.[5]
- 1942: تم إنشاء الحرس الاحتياطي النسائي الأمريكي (الملقب رسميا «الساريات»).[6]
- 1942: أصبحت دوروثي تاتل أول جندية بحرية عندما جندت في احتياطي حرس السواحل النسائي في 7 ديسمبر 1942.[6]
- 1942: أذن لفيلق البحرية النسائي الاحتياطي (MCWR) من قبل الكونجرس الأمريكي في يوليو 1942 لمهمة قتالية في الحرب العالمية الثانية للتخفيف على مشاة البحرية من الذكور.[7]
- 1942: وقع الرئيس الأمريكي فرانكلين روزفلتاعلى لقانون العام  689 لإنشاء احتياطي بحرية نسائي في يوم 30 يوليو  1942[8]
- 1942: تأسس فيلق الجيش المساعد النسائي للولايات المتحدة (WAAC).[8]
- 1942: تم تغيير اسم الجيش المساعد النسائي الأمريكي (WAAC) رسميا إلى قوات الجيش النسائي (WAC).[8]
- 1943: جند قوات الجيش النسائي للولايات المتحدة وحدة من النساء الصينيات الأمريكيات للخدمة مع القوات الجوية في الجيش باسم «آير واكس» (الجيش النسائي الجوي الأمريكي).[9]
- 1944: القانون العام 238 منح رتبة عسكرية كاملة لأعضاء السلك التمريضي للبحرية الأميركية، وكنَّ جميعهن من النساء.[8]

## نساء المتعة
كانت النساء والفتيات يجبرن على العبودية الجنسية من قبل الجيش الإمبراطوري الياباني قبل وأثناء الحرب العالمية الثانية وكان يطلق عليهن بنساء المتعة. 
والاسم هو ترجمة للكناية اليابانية يانفو (慰安婦) والمصطلح الكوري المشابه يانبو (위안부). يانفو هي كناية عن شووفو (娼婦) ومعناها هو «عاهرة». 
وتفاوتت التقديرات لعدد النساء اللاتي كن نساء متعة، مع أعداد تتراوح ما بين 20,000 لتصل إلى 360,000 وإلى 410,000، في المصادر الصينية. ى الأرقام الدقيقة لا تزال قيد البحث. 
وغالبا ما كانت النساء من البلدان المحتلة من قبل الجيش الامبراطوري الياباني، بما في ذلك كوريا، والصين، والفلبين، ومن المناطق التابعة لليابان حينها وهي بورما وتايلاند وفيتنام وماليزيا وتايوان، إندونيسيا (ثم جزر الهند الشرقية الهولندية)، تيمور الشرقية (ثم تيمور البرتغالية)، وغيرها من الأراضي المحتلة من قبل اليابان استخدمت كـ«محطات المتعة» العسكرية. 
وتقع محطة في اليابان، والصين، والفلبين، واندونيسيا، ثم الملايو وتايلاند وبورما وغينيا الجديدة، وهونغ كونغ، ماكاو، والهند الصينية الفرنسية. وشاركت أيضا عدد قليل من النساء من أصل أوروبي من هولندا وأستراليا. 
ووفقا للشهادات، تم اختطاف النساء الشابات من البلدان في العهد الإمبراطوري الياباني من منازلهم. في كثير من الحالات، وقد اجتذبت النساء أيضا مع وعود بالعمل في المصانع أو المطاعم. وتم تجنيدهن لمرة واحدة ووضعن في مراكز المتعة في الأراض أجنبية. 

## كندا

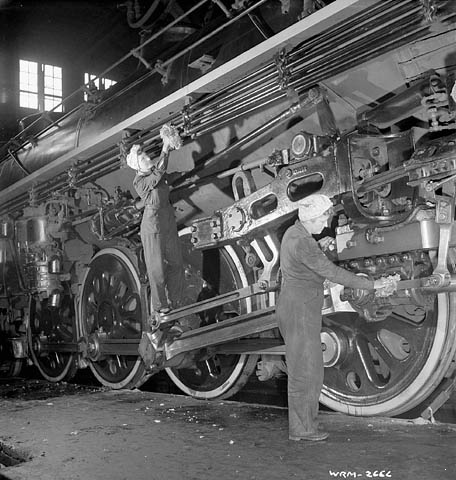
النساء استبدلن بالرجال في العديد من اعمال محطات القطار خلال الحرب العالمية الثانية. الصورة التقطت في يناير 1943.

عندما بدأت الحرب لتبدو أمرا لا مفر منه في أواخر 1930، شعرت النساء الكنديات انهن ملزمات بالمساعدة في القتال. في أكتوبر عام 1938، تأسست الخدمة التطوعية النسائية في فيكتوريا ب.س.وتبعتها المحافظات والأقاليم وظهرت دعاوي ومجموعات تطوعية مماثلة. «الأزواج والإخوة والآباء والأصدقاء كلهم ينضمون لفعل أي شيء للمساعدة على كسب الحرب. بالتأكيد يمكن للمرأة أن تساعد كذلك!»
بالإضافة إلى الصليب الأحمر، فقد كانت العديد من الوحدات التطوعية صممت بأنفسهن بعد أن قامت جماعات من بريطانيا بالمساعدة. وكانت هذه الفرق لها زي رسمي، ويقمن بتدريبات الزحف وكان عدد قليل منهن يتدرب على البندقية.
المتطوعات في كولومبيا البريطانية تبرعت كل منهن بدولارين لدفع نفقات الممثل ليتمكن من الحديث مع السياسيين في أوتاوا. على الرغم ية، إلا أنها ظلت «سابقة لأوانها» من حيث الضرورة الوطنية.
في يونيو 1941، تم تأسيس فيلق المرأة الكندية. ان النساء اللواتي جندن تولين التالي: 
- قيادة مركبات النقل الميكانيكية الخفيفة.
- الطبخ في المستشفيات.
- الكتابة، والطباعة، والاختزال في المخيمات ومراكز التدريب.
- مشغلات هاتف  مراسلات.
- مساعدات مقصف.[21]

في 2 يوليو 1942 أعطي الإذن في تجنيد النساء في ما يمكن أن يعرف باسم سلاح الجو النسائي المساعد الكندي.
وأخيرا أنشأت البحرية الملكية الكندية الخدمة البحرية الملكية الكندية للمرأة أو (WRENS). كان WRENS السلك الوحيد الذي قسمهن رسميا عن الرجال.
وأدى ذلك إلى قضايا بيروقراطية التي من شأنها أن تحل بسهولة عن طريق امتصاص السلك المدني التي تحكمه المنظمات العسكرية، إلى انقسامات المرأة كجنود.
ووفقا للقوات الجوية الملكية الكندية فيما يلي متطلبات المرأة:
1. يجب أن تكون على الأقل 18 - 41 سنة.
2. يجب أن تكون من فئة A4B الطبية (ما يعادل A1).
3. يجب أن يكون طولها 5 أقدام أو أكثر، وتقع ضمن الوزن المناسب لارتفاعها، وليس بعيدة جدا فوق أو تحت المستوى.
4. يجب أن تكون الحد الأدنى للتعليم المدرسة الثانوية.
5. تكون قادرة على أجتياز الاختبار المناسب.
6. تكون حسنة السيرة ولم يسبق الحكم عليها لإدانتها في جريمة جنائية.[21]

النساء المتزوجات لن يجند إذا كان الأطفال يعتمدون عليها. وطلبت مراكز التدريب من جميع المجندات الجدد. بأنه لا يمكن أن يتم إرسالهن إلى المراكز حاليا لأنه من الضروري أن يتم فصلهن عن المجندين الذكور.
أقام سلاح الجيش الكندي النسائي مراكز لتدريب القوات الجوية النسائية المساعدة في فيرميليون،ألبيرتا، وكيتشنر,أونتاريو. أوتاوا،أونتاريو، وتورنتو. تم تجهيز WREN في كامبيردج،أونتاريو. كان الغرض من مراكز التدريب هو الوصول بالمرأة المقاتلة إلى مرحلة تمكنها بالانضمام لجبهات القتال، لأنهن جميعا يردن في الواقع الذهاب حيث آبائهم وإخوانهن وأصدقائهن. أو ببساطة أرادن ان يقمن بواجبهن الوطني.
إحدى الفتيات صرخت بإنها لا يمكنها الانتظار حتى سن الـ18 للتجنيد لأن لديها خيال اغتيال هتلر. العديد من النساء الذين تتراوح أعمارهم بين 16 أو 17 كذبن بشأن سنهم من أجل التجنيد
كانت كندا الخيار المنطقي للمراهقات الأمريكيات للانضمام إلى الجيش لأن الولايات المتحدة لا تسمح للنساء اللاتي تحت السن 21 بالانضمام إلى الجيش.
أقامت القوات الكندية مركز تجنيد في أماكن مثل بوسطن ونيويورك. تم إجراء تعديلات للفتيات اللاتي يحملن الجنسية الأمريكية، بتسيل ملاحظة في سجلاتهن، «إن الولاء لا يؤخذ بحكم كونك مواطنا من الولايات المتحدة الأمريكية.» 
ويتعين على النساء الموافقة على نفس شروط التجنيد التي تطرح على الرجال. وكان عليهن الالتزام بالفحوص الطبية، ومتطلبات اللياقة البدنية فضلا عن التدريب في بعض الاحيان اعتمادا على أي جانب من القوات المسلحة التي تريد الانضمام إليه. 
أن تكون المرأة مجندة لابد ان تعبر مراحل لا يمكن القول بانها سهلة. بالإضافة إلى حقيقة أن جميعهن كن يعلمن أين يذهبن، وكذلك  لم يتلقين الدعم الذي كن بأحتياجه من المجندين الذكور. ودفع للنساء في البداية ثلثي ما يدفع للرجل على نفس المستوى. بتقدم الحرب بدأ القادة العسكريين برؤية تأثير النساء الكبير. في كثير من الحالات تفوقت فيها النساء على نظرائهن من الرجال. وقد أخذ ذلك بعين الاعتبار، ورفعت اجورهن إلى أربعة أخماس أجور الرجل.ومع ذلك سيحصلون على تعويض مالي يساوي نظيرها من الرجال. 
واجهت هؤلاء النسوة مشكلة العنصرية في وقت مبكر . وكانت ضابطة في فيلق المرأة الكندية (CWAC) كتبت إلى رؤسائها بشأن ما إذا كانت الفتاة من «الجنسية الهندية» سيتم اعتراض تجنيدها أو لا. لأن الكثير من سكان كندا من المهاجرين، تجنيد المرأة الألمانية أيضا خلق الكثير من العداء بين المجندات. وكانت الصعوبة الأكبر لسكان كندا-الفرنسية.
وفي الوثيقة المؤرخة 25 نوفمبر 1941، أعلن أن النساء المجندات يجب أن يكن 'بشكل غير رسمي' يتحدثن اللغة الإنجليزية.مما جعل الكثير من النساء يدخلن مدرسة لتعليم اللغة الإنجليزية للمجندات في منتصف 1942. 
وفي عام 1942، أصبحت ماري جراي آيس-ريد أول امرأة أممية تنضم إلى القوات الكندية. كانت حاضرة في الصور الفوتوغرافية لتمثيل السكان الأصليين في القوات الكندية، ولكن في نفس الوقت لم تكن موضع ترحيب في الثكنة بسبب التمييز. 
العديد من النساء اكتشفن بإنهن قمن بأرتكاب خطأ جسيم أثناء التدريبات. فقد انهارت العديد من النساء تحت الضغط ونقلن إلى المستشفى، وفضلت غيرهن من النساء الهروب، ببساطة الهروب بعيداً، ومع ذلك كان أسهل وأبسط طريق للمنزل هو الحمل.
كان على النساء اللاتي تخرجن بنجاح من التدريب إيجاد سبل للترفيه عن أنفسهن للحفاظ على الروح المعنوية. كانت الكرة اللينة، وكرة الريشة والتنس والهوكي اكثرالعاب شعبية للمجندات. 
كان الدين مسألة شخصية بالنسبة للمجندات. وكان وزير الأنواع في الموقع عادةً لتقديم الخدمات للفتياة اليهوديات، وكان المعروف أنهن كن قادرات على العودة إلى ثكناتهن قبل غروب يوم السبت والأعياد. وبإحضار حاخام إن أمكن.
في بداية الحرب عقدت 600,000 امرأة في كندا وظائف دائمة في القطاع الخاص، خلال الذروة في عام 1943 كانت هناك 1.2 مليون فرصة عمل للنساء. اكتسبت النساء بسرعة سمعة جيدة لبراعتهن في الميكانيك والدقة الفائقة حتى في أصغر المكائن. في المنزل يمكن للمرأة أن تعمل على النحو التالي: 
- عاملات في الكافتيريا.
- في قطع الاشجار.
- صناعة السفن.
- عالمات.
- في مصانع الذخيرة.[22]

كان على النساء أيضا الحفاظ على منازلهن بينما كان الرجال بعيدون. «أم ألبرتا لديها تسعة أولاد، مع ذلك كانت بعيدة إما للحرب أو المصانع، وقيادة الجرار، تحرث الحقول، تهيأ القش، نقل الحبوب إلى المصاعد، جنبا إلى جنب مع الاعتناء بحديقتها، تربية الدجاج والخنازير والديك الرومي، ومئات المعلبات من الفواكه والخضروات». 
بالإضافة إلى الوظائف الجسدية، طلب من النساء أيضا الخفض من الحصص الغذائية. 
استخدام الحرير والنايلون لجهود الحرب، أدى إلى النقص الحاد في الجوارب. مما جعل العديد من النساء ترسم خطوط أسفل الجزء الخلفي من أرجلهم لعمل وهم ارتداء الجوارب المألوفة في ذلك الوقت. 

## فنلندا
تتشابه إلى حد كبير مع المملكة المتحدة، شاركت المرأة الفنلندية في الدفاع: التمريض، إشارات الغارات. 
ودعا تنظيمهم باسم لوتا سفارد، حيث أخذت النساء التطوعيات المشاركة في أعمال مساعدة القوات المسلحة لمساعدة هؤلاء الذين يقاتلون على الجبهة. 
كانت لوتا سفارد واحدة من أكبر، إن لم تكن أكبر مجموعة تطوعية، في الحرب العالمية الثانية. وبجانب ذلك فإنهن لم يطلقن النار أبدا. 

## ألمانيا

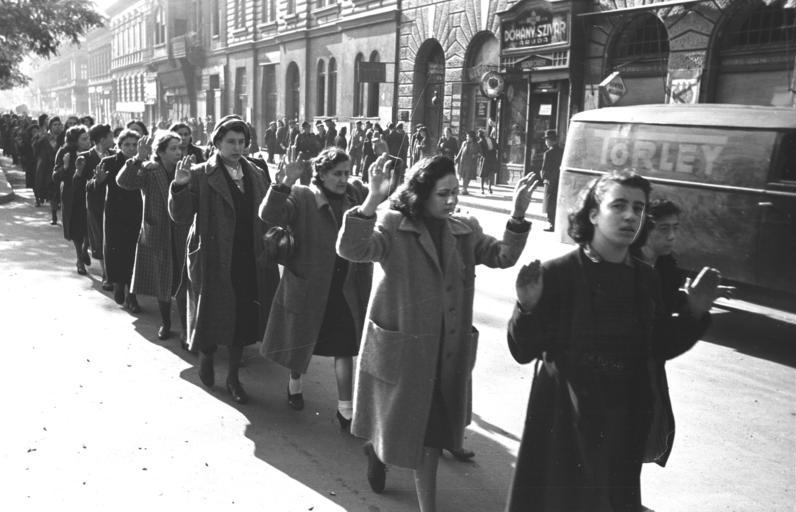
صورة من الأرشيف الفيدرالي

عشية الحرب كانت 14,6 مليون امرأة ألمانية تعمل، مع 51٪ من النساء في سن (16-60 سنة) في القوة العاملة. ما يقرب من ستة ملايين كن يعملن في المجال الزراعي، كما سُيطر على الاقتصاد الزراعي الألماني من قبل المزارع العائلية الصغيرة.
2.7 مليون عملن في الصناعة. عندما تمت تعبئة الاقتصاد الألماني للحرب أدى إلى انخفاض في مشاركة المرأة في العمل، ليصل إلى أدنى مستوى له بـ 41٪ قبل الصعود تدريجيا إلى أكثر من 50٪ مرة أخرى.
وهذا لا يزال يقارن ايجابيا مع المملكة المتحدة والولايات المتحدة الأمريكية، مع تحقيق بريطانيا نسبة مشاركة 41٪ من النساء في سن العمل في عام 1944. ومع ذلك، من حيث عدد النساء اللواتي يعملن في أعمال الحرب، ومعدلات مشاركة المرأة البريطانية والألمانية كانت متساوية تقريبا بحلول عام 1944، وكانت الولايات المتحدة لا تزال متخلفة.
مع الصعوبات التي تواجهها في الرايخ الثالث في زيادة حجم القوة العاملة والتخفيف عن طريق إعادة توزيع العمالة على الأعمال التي تدعم المجهود الحربي. اجتذبت الأجور المرتفعة في الصناعات الحربية مئات الآلاف من النساء، وتم تحرير الرجال للقيام بمهام عسكرية. وكذلك تم توظيف أسرى الحرب أيضا كعمال في المزارع، وتحويل النساء إلى عمل آخر.
كان لدى الرايخ الثالث أدوار عديدة للمرأة، بما في ذلك القتال. واعتبرت SS-Helferinnen كجزء من SS إذا كانوا قد خضعوا لتدريب في ريتشسكول-SS لكن كل العاملات الآخريات اختيرن للعمل كقوات الأمن الخاصة SS واختار عدد كبير منهن من معسكرات الاعتقال النازية. كما عملت النساء في وحدات المساعدة في البحرية والقوات الجوية والجيش. خدمت المئات من النساء كمساعدات في الـSS في المخيمات، والغالبية العظمى منها في رافنسبروك.
من نحو ستة ملايين يهودي قتلوا خلال المحرقة، كان مليونان منهم من النساء. ارتكب النازيون أيضا القتل الجماعي للنساء الغجر (والرجال) في معسكر اعتقال اوشفيتز، قُتل النساء (والرجال) ذوي الإعاقة في عمليات T4 وعمليات القتل الرحيم الأخرى، وقتل النساء (والرجال) للاسباب الحزبيه في العديد من القرى السوفييتية في 1943-1944.
إلى جانب القتل تعرضت النساء للتعذيب في المحرقة بطرق أخرى مثل الاغتصاب والتحرش الجنسي، والتعرض للضرب، والاختبارت المتنوعة كونها في المركز التجريبي للإنسان النازي، الخ.
في 1944-1945 كانت أكثر من 500,000 امرأة متطوعة كمساعدات نظاميات في القوات المسلحة الألمانية (الفيرماخت).
حوالي نفس العدد خدم في الدفاع الجوي المدني، 400,000 متطوعة كممرضات، واستبدلت العديد منهن بالرجال في زمن الحرب. في سلاح الجو الالماني عملت النساء في أدوار قتالية كمساعدة لتشغيل الأنظمة المضادة للطائرات التي اسقطت قاذفات الحلفاء.
وبحلول عام 1945، كانت المرأة الألمانية تسيطر على 85٪ من الوظائف مثل إكليريكييات ومحاسبات ومترجمات وعاملات في المختبرات، وعاملات إداريات، جنبا إلى جنب مع نصف الوظائف الإدارية الكتابية والإعدادية في المقر الميداني على مستوى عال.
وكانت المانيا تمتلك خدمة تمريضية كبيرة جدا ومنظمة تنظيما جيدا، مع أربع منظمات رئيسية، واحدة للكاثوليك، واحدة للبروتستانت، والصليب الاحمر العلماني و «ممرضات براون» للنساء النازيات .
تم التعامل مع التمريض العسكري في المقام الأول من قبل الصليب الاحمر العلماني، الذي جاء تحت السيطرة النازية الجزئية. وقدمت الخدمات الطبية على خط المواجهة من قبل الممرضات والأطباء الذكور.
ممرضات الصليب الأحمر خدمن على نطاق واسع في الخدمات الطبية العسكرية، ووظفن في المستشفيات التي كانت على مقربة من الخطوط الأمامية والمعرضة لخطر التفجيرات.اثنان وعشرون ممرضة توجت بوسام الصليب الحديدي لصمودهن تحت إطلاق النار.

## إيطاليا
كانت للجمهورية الإيطالية الاشتراكية أدوارا مماثلة للنساء. ففي 1944 كانت الخدمة النسائية المساعدة جزءاً من التشكيلات العسكرية RSI. تحت قيادة القائد العام العميدة بييرا كيتستشي فونديللي.

## بولندا

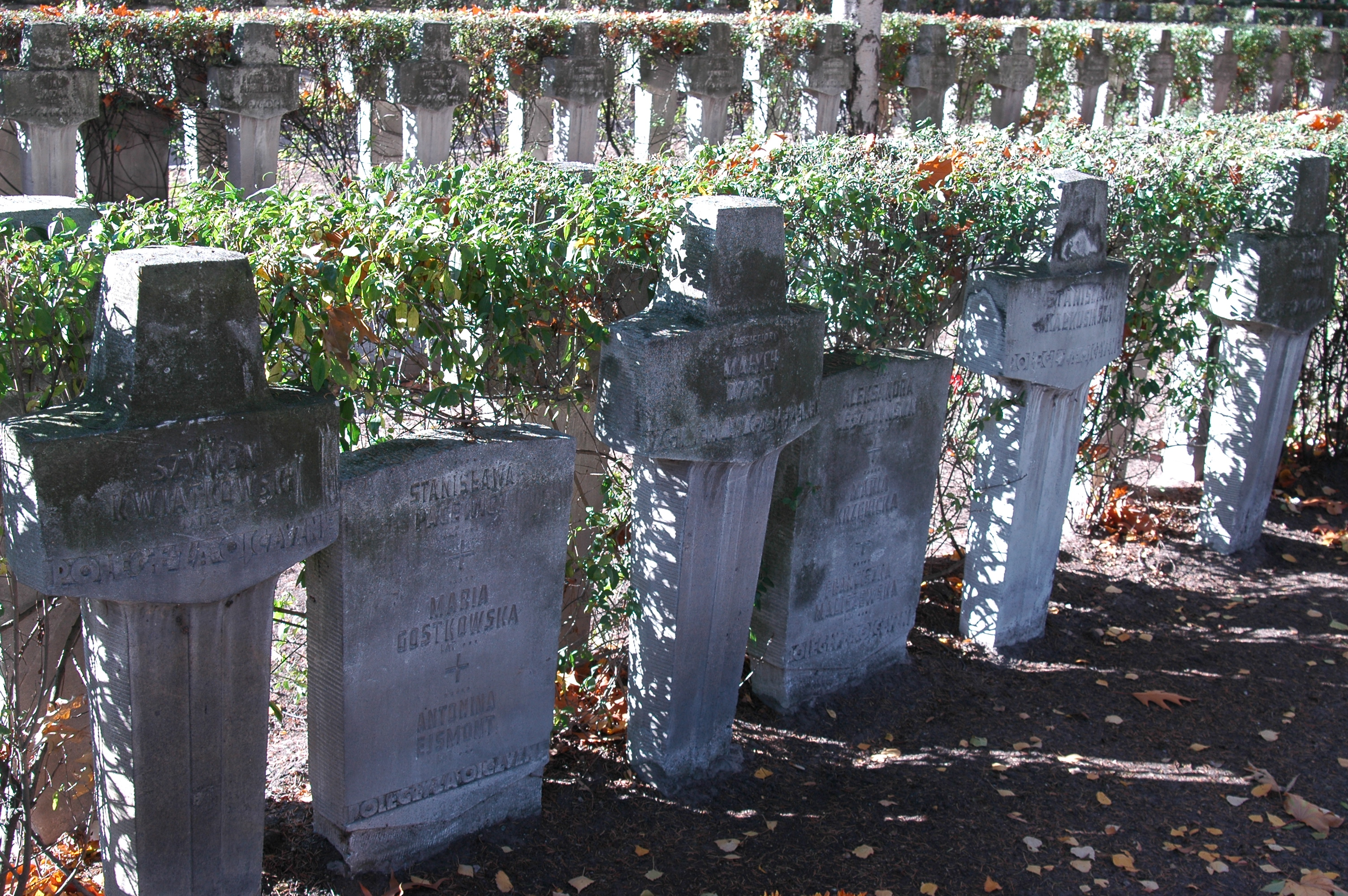
قبر ثلاث مجندات بولنديات قتلن خلال غزو بولندا عام 1939.

في بولندا المحتلة، كما في أماكن أخرى، لعبت المرأة دورا رئيسيا في حركة المقاومة، ووضعت في الخط الأمامي. وكان الدور الأهم حمل الرسائل بين الخلايا لحركات المقاومة وتوزيع الأخبار والفضائح التي تعمل في المطابع السرية. 
خلال الهجمات الحزبية على القوات النازية والمنشآت التي تخدمها مثل الكشافة. 
خلال أنتفاضة وارسو عام 1944، كانت عضوات الجيش الرئيسيات متكونة من سعاة ومسعفات، ولكن حملت العديد منهن الأسلحة وشاركن في القتال.
من بين النساء البارزات في الجيش البولندي كانت واندا غيرتز التي أنشأت وقادت DYSK (وحدة التخريب النسائية).ومنحت أرفع الأوسمة في بولندا وسامي (فيرتوتي ميليتاري وبولونيا ريستيتوتا) لشجاعتها في هذه الأنشطة وفي انتفاضة وارسو.

## رومانيا
لعبت المرأة الرومانية دورا هاما في سلاح الجو الملكي الروماني. مقتديات بالحركة الفنلندية لوتا سفارد، أنشأت وزارة الطيران وحدة متخصصة بالإسعاف الجوي سميت الوحدة 108 للإخلاء الطبي للنقل الضوئي للسرب، والمعروف باسم السرب الأبيض، والتي شملت طيارين معظمهم من الإناث. 
وكانت الوحدة نشطة بين 1940-1943، وشاركت في حملات في أوديسا وستالينغراد وارتقت إلى الشهرة خلال الحرب باعتبارها الوحدة الوحيدة من نوعها في العالم. خدمت المرأة الرومانية أيضا كطيارات في وحدات النقل والاتصال الأخرى أثناء الحرب. الكابتن ايرينا بورنانيا، على سبيل المثال، كانت آمرة سرب البيساربيان بين 1942-1944. 
بعد الحرب والاستيلاء الشيوعي على السلطة في رومانيا، تم تجاهل خدمة السرب الأبيض إلى حد كبير وتلاشى أعضائه السابقات في غموض. 
ومع ذلك، منذ الثورة الرومانية كانت هناك موجة جديدة من الاعتراف بالطيارات الإناث، كما يتضح من تعزيز ماريانا دراجيسكو إلى رتبة آمر (Commander) في عام 2013. 

## الاتحاد السوفييتي
قام الاتحاد السوفيتي بتعبئة النساء في مرحلة مبكرة من الحرب، بإدماجهن في وحدات الجيش الرئيسية، وعدم استخدام الوضع «مساعدة».
خدمت حوالي 800,000 امرأة، ومعظمهن كنَ في وحدات الخدمة في الخطوط الأمامية.
حوالي 300,000 خدمن في الوحدات المضادة للطائرات وتنفيذ كافة المهام في المدفعيات، بما في ذلك اطلاق النار من البنادق. وكان عدد صغير منهن يخدم في الوحدات القتالية في سلاح الجو.

## المملكة المتحدة

### مكان العمل
عندما ذهبت بريطانيا للحرب، كما حدث من قبل في الحرب العالمية الأولى، فتحت فرص عمل كانت ممنوعة في السابق على النساء. ودعت النساء إلى العمل في المصانع من أجل صنع الأسلحة التي استخدمت في المعارك.
دور المرأة في التحول من السمة المحلية إلى سمة المذكر والأعمال الخطرة في القوى العاملة أدت إلى تغييرات مهمة في هيكلية العمل والمجتمع.
خلال الحرب العالمية الثانية، كان المجتمع محددة للوظائف التي يشارك بها كل من المرأة والرجل. عندما بدأت النساء بالدخول إلى القوى العاملة وصناعة الذخيرة التي كانت مقتصرة سابقا على الرجال فقط، وبدأ فصل المرأة للحد منها. أجبرت أعدادا متزايدة من النساء للعمل في وظائف القطاع بين 1940-1943.
وبإستطلاع لوزارة العمل، كانت نسبة النساء في الوظائف الصناعية من 19.75% إلى 27% بين  1938-1945. وكان من الصعب جدا بالنسبة للنساء قضاء أيامهن في المصانع، ومن ثم العودة إلى بيوتهن لأداء واجباتهن المنزلية وتقديم الرعاية، ونتيجة لذلك، لم تتمكن العديد من النساء بالبقاء في الوظيفة في مكان العمل.
خضعت بريطانيا لنقص حاد في اليد العاملة فقد كانت بحاجة لما يقدر بنحو 1.5 مليون شخص للقوات المسلحة، و 775,000 شخص إضافي لصناعة الذخيرة وغيرها من الخدمات في عام 1942, وكان لابد من دعاية خلال هذه الـ«مجاعة العمل» أن الدعاية كانت تهدف لحث الناس على المشاركة في القوة العاملة والقيام بواجبهم في الحرب.
وكان الجمهور النسائي مستهدف في مختلف أشكال الدعاية لأنهن كنَّ يقبضن أقل بكثير من الرجال.
لم يكن هناك قلق ما إذا كانت المرأة ملأت نفس وظيفة الرجل في السابق أم لا. حتى إذا كانت المرأة تحل محل وظيفة مع مستوى المهارة نفسها كرجل، فقد كانت لا تزال تقبض أقل بكثير بسبب جنسهن. في وحدة الصناعات الهندسية، زاد عدد العاملات الماهرات وشبه الماهرات من 75% إلى 85% في 1940-1942.
وفقا لجازيلي، على الرغم من النساء كانت أجورهن أقل من الرجال، فمن الواضح أن انخراط النساء في العمل أثناء الحرب العمل في أعمال كانت تخص الرجال خفض من مستوى الفصل الصناعي.

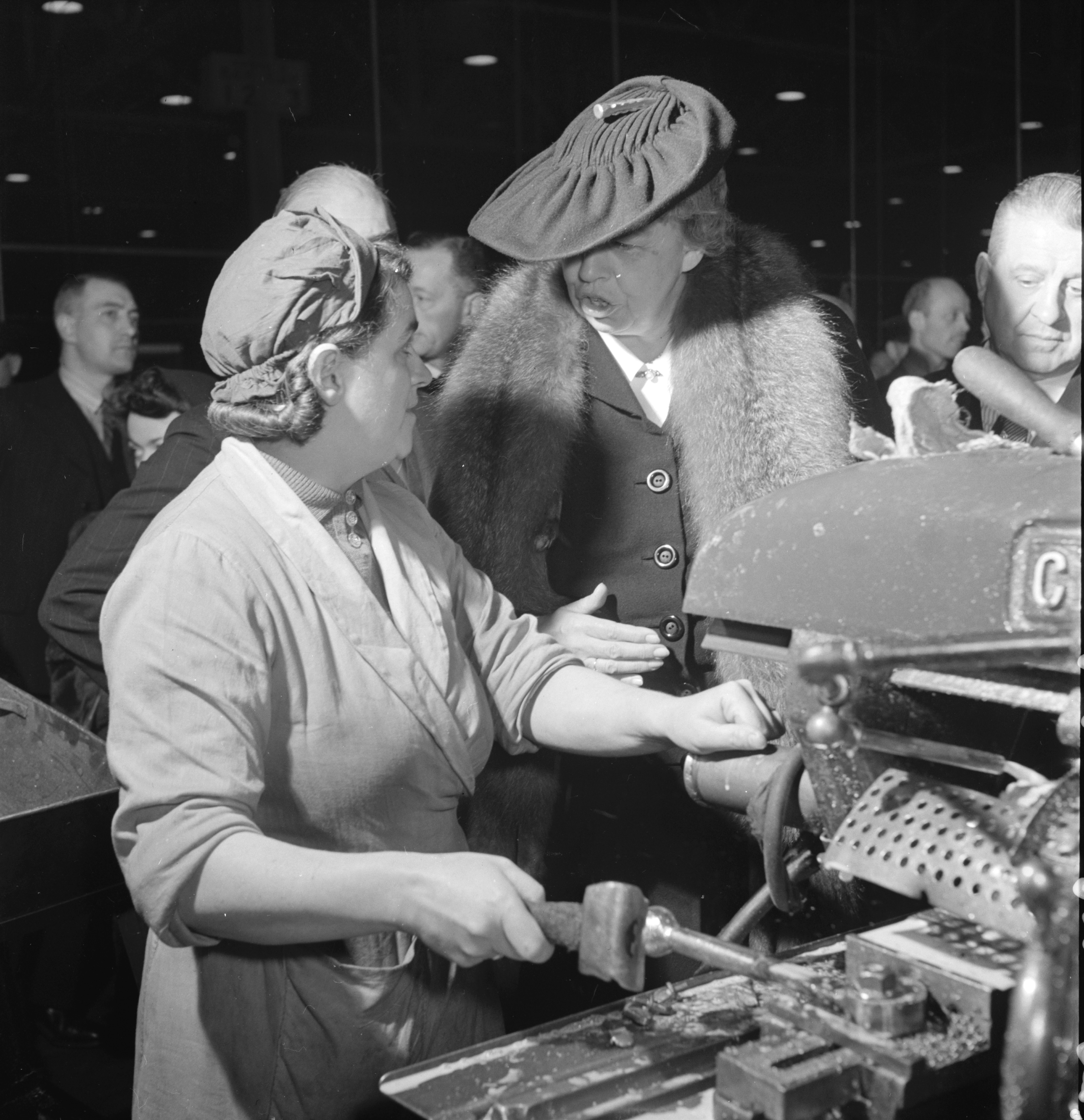
امرأة الماكنه في حديث مع إليانور روزفلت خلال جولتها للنوايا الحسنة لبريطانيا العظمى في عام 1942

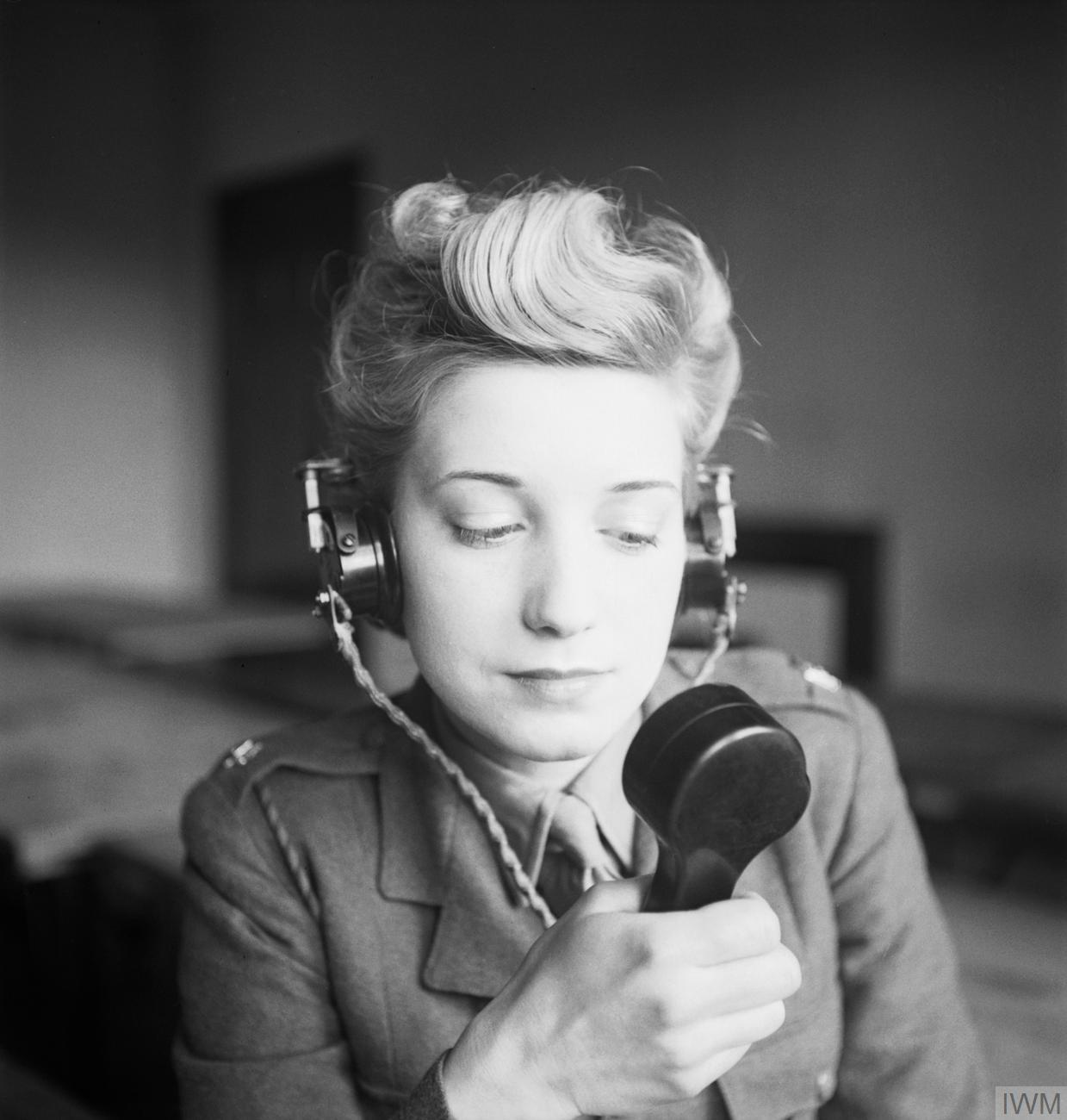
اليزابيث غورلاي تنقل رسالة لاسلكية أثناء الحرب العالمية الثانية

في بريطانيا، كانت النساء أساسيات في المجهود الحربي، في كل الأدوار المدنية والعسكرية. واعترفت بمساهمة الرجال المدنيين والنساء في المجهود الحربي مع استخدام عبارة «الجبهة الداخلية» لوصف المعارك التي تخاض على المستوى المحلي مع التقنين، وإعادة التدوير، وعمل حرب، كما هو الحال في مصانع الذخيرة وبالتالي تم إرسال المزارعين والرجال إلى الجيش. 
وتم تجنيد النساء أيضا للعمل على القنوات ونقل الفحم والذخائر في البارجة في جميع أنحاء المملكة المتحدة عبر الممرات المائية الداخلية. 
وأصبحت تعرف باسم «المرأة الخاملة»، في البداية كانت الإهانة مشتقة من الحروف الأولى، الوقوف بالممرات المائية الداخلية، وكنَّ يرتدين شارات، ولكن اعتمدت على المدى القريب من قبل النساء أنفسهن. خدمت العديد من النساء في خدمة مكافحة الحرائق النسائية، وفيلق الشرطة النسائية وفي احتياطات الغارات الجوية (في وقت لاحق الدفاع المدني). عملت أخريات بالعمل التطوعي والرعاية مع الخدمة التطوعية النسائية للدفاع المدني والجيش. 
جندت النساء في أعمال الحرب من قبل وزارة العمل، بما في ذلك الوظائف غير القتالية في الجيش، مثل خدمة البحرية الملكية النسائية (WRNS)، وسلاح الجو النسائي المساعد (WAAF) والخدمات الإقليمية الداعمة (ATS). وكذلك جندت النساء في الخدمات المساعدة مثل النقل المساعد الجوي.
في المراحل الأولى من الحرب أعتمدت هذه الخدمات بشكل حصري على المتطوعات، لكن مددت في عام1941 بتجنيد النساء للمرة الأولى في تاريخ بريطانيا وتم تجنيد حوالي 600,000 امرأة في هذه المنظمات الثلاث.
وفي هذه المنظمات كان أداء النساء بمجموعة واسعة من فرص العمل لدعم الجيش والقوات الجوية الملكية (RAF) والبحرية الملكية على حد سواء في الخارج والداخل. وتراوحت هذه الوظائف من الأدوار الأنثوية التقليدية مثل طباخة، وكاتبة وعامل الهاتف وفي أكثر الواجبات الذكورية التقليدية مثل ميكانيكية، صانعة السلاح، كشافة وعاملة جهاز مكافحة الطائرات .
ولم يتم الدفع بالنساء البريطانيات إلى الوحدات القتالية، ولكن كان بإمكانهن التطوع للعمل في الوحدات القتالية المضادة للطائرات، والتي اسقطت الطائرات الألمانية وV-1 صواريخ.
انضمت النساء المدنيات السلطة التنفيذية للعمليات الخاصة (الشركات المملوكة للدولة)، والتي استخدمتهن في أدوار شديدة الخطر على نحو عملاء سريين ومشغلات الراديو تحت الأرض النازية المحتلة في أوروبا.

### الدعاية
صدرت دعاية المرأة البريطانية خلال الحرب في محاولات للوصول إلى الزجة المنزلية، مع الحفاظ على الدور المحلي، بانها يجب أن تأخذ الدور السياسي للواجب الوطني.
وكان من المفترض على الدعاية القضاء على جميع تضاربات الأدوار الشخصية والسياسية وخلق النساء البطلات. المعنى الضمني من الدعاية هو طلب من النساء بإعادة تعريف المثل الشخصية والمحلية لديها من الأنوثة وتحفيزهن تتعارض مع الأدوار التي تم غرسها في نفوسهن.
وكافحت الحكومة لتشجيع النساء على الرد على الملصقات وغيرها من أشكال الدعاية. وكانت محاولة واحدة لتوظيف النساء في قوة العاملة في فيلم قصير واحد، ابنة أبي. في هذا الفيلم دعاية ابنة صاحب مصنع ثري تطرح على أبيها فكرة القيام بواجبها في الحرب، ولكن والدها يحمل الاعتقاد النمطي بأن المرأة من المفترض أن تكون راعية منزل وغير قادرة على هذا العمل الثقيل. وبعدها يعرض أحد رؤساء الأعمال أحد أكثر العمال قيمة وكفاءة في المصنع ألا هي الابنة، فيمحي والدها كل الفروقات والتحيزات التي كان يؤمن بها. رسالة التشجيع في هذا الفيلم القصير هو، «ليس هناك الكثير مما لا يمكن للمرأة ان تفعله.»

### الأدوار المشتركة
كان الدور الأكثر شيوعا للنساء في الخدمة الفعلية هو كمشغلة كشاف. في الواقع، كان كل أعضاء كشافات فوج 93 إناث (هاريس). على الرغم من كون أدوارهن محدودة، فقد كان هناك قدر كبير من الاحترام بين الرجال والنساء في المدفعية المختلطة. 
في الواقع، يقول أحد التقارير، «الكثير من الرجال دهشوا بأن المرأة يمكنها العمل على المدفعية بالقدر الكافي على الرغم من مزاجها الأنفعالي، والافتقارللفنية، وعدم الاهتمامها بالطائرات والضعف المادي». في حين لا تزال المرأة تواجه التمييز من بعض الجنود الأكبر سنا النمطيون للغاية والضباط الذين لا يحبون من النساء «أن يلعبن بأسلحتهم»، والنساء لا يزلن يتمرن على ممارسة الرمي بالبندقية ودراسة استخدام المدافع المضادة للطائرات أثناء خدمتهن في المدفعية. قيل لهن أن هذا في حالة غزو الألمان ... ولكن إذا ما حدث ذلك من أي وقت مضى، فإنه سيتم اجلاؤهن على الفور.). 
وكانت ثلاثة أرباع النساء اللاتي دخلن القوات في زمن الحرب من المتطوعات، مقارنة بالرجال الذين يشكلون أقل من الثلث وكانت النساء غير المتزوجات أو المتزوجات مؤهلات للتطوع في WAAF، ATS أو WRNS، وكنَّ مطلوبات للخدمة في جميع أنحاء بريطانيا وكذلك في الخارج إذا لزم الأمر، ولكن حدود السن التي حددتها الخدمات تختلف من بعضها البعض. 
عموما النساء بين 17-43 يستطعن التتطوع واللاتي تقل أعمارهم عن 18 موافقة الوالدين مطلوبة. 
بعد تطبيق، كن المتقدمت للوفاء بمتطلبات أخرى، بما في ذلك المقابلة والفحص الطبي.في حالة تحلن باللياقة للخدمة يلتحقن بالحرب. كانت WRNS الخدمة الوحيدة التي سمحت للنساء بالعيش في منازلهن والعمل في المؤسسة البحرية المحلية. 
كانت WRNS أصغر المنظمات الثلاث ونتيجة لذلك كانت انتقائية جدا مع مرشحيها. المنظمات الثلاث، كانت WAAF الخيار الأكثر تفضيلا تليها WRNS. 
كانت ATS أكبر المنظمات الثلاث وكانت الأقل حظا بين النساء لأنها قبلت أولئك اللاتي لم يتمكن من الوصول إلى قوى أخرى. قامت ATS أيضا بتطوير سمعة الاختلاط وسوء الأحوال المعيشية، وكان على النساء المنظمات إلى المنظمة لبس الزي الخاكي غير الجذاب، ونتيجة لذلك تفضل النساء WRNS وWAAF على ATS. 

### القيود
بينما كانت النساء محدودات في بعض أدوارهن، فقد كان المتوقع منهن أن يؤدين نفس مستوى الجندي الذكر في أداء نفس الدور، وعلى الرغم من أنهن لا يمكنهن المشاركة في القتال على خط المواجهة، ومع ذلك فأن المرأة لا تزال موجودة بكثرة في المدافع المضادة للطائرات والدفاعات التي تعمل بنشاط المضاد للطائرات فوق بريطانيا. 
مرت المرأة من خلال نفس التدريب العسكري، عاشت في نفس الظروف وفعلت تقريبا نفس الوظائف التي يتمتع بها الرجل، باستثناء عدم تمكنها من المشاركة في الخطوط الأمامية للقتال. 
هذا التمييز صغير ولكنه مهم مما يعني أن المرأة لا تكون مرشحة للحصول على ميداليات البأس أو الشجاعة، لأنها تمنح فقط لـ «عمليات نشطة ضد العدو في الميدان»، والتي لا يمكن للمرأة أن تشارك فيها. 
وكانت النساء أيضا متميزات بسبب العناوين التي تمت معالجتها في الجيش، على الرغم من أنهن كنَّ غير مختلفات عن نظرائهن من الرجال. كنَّ يرتدين نفس رتبة الشارة كما نظرائهن من الرجال. احترمت العديد من أعضاء ATS من قبل الوحدات التي كانت تعلق على الرغم من الشارة المختلفة. كان الفارق الرئيسي الوحيد بين عضوات ATS والذكور من أفراد الجيش النظامي الانضباط: لم يسمح للمرأة أن تكون ضابط نظامي إلا إذا كانت هي نفسها اختارت أن تكون. كانت النساء في الخدمة أيضا تحت سلطة ضابطات من ATS، بدلا من الضباط الذكور. وهذا يعني أن أي إجراء تأديبي في أيدي ATS، وإزالة نفوذ الذكور من هذه العملية. 

### العمل التطوعي
على الرغم من الفروقات الواضحة بين النساء والرجال، فقد كانت المرأة حريصة على التطوع. جاءت العديد من نساء إلى الخدمة من خلفيات مقيدة. وبالتالي وجدوا التحرر في الانضمام إلى الجيش. التطوع شملت أسباب أخرى كالنساء الهاربات من منازل غير سعيدة أو هاربات من زواج فاشل، أو للحصول على وظيفة أكثر إثارة. وكانت الوطنية هي السبب الساحق للانضمام إلى الجيش. 
كما هو الحال في الحرب العالمية الأولى، كانت بريطانيا العظمى في حماسة وطنية في جميع نواحي الحرب العالمية الثانية لحماية نفسها من الغزو الأجنبي. للمرة الأولى أعطيت المرأة، الفرصة للمساعدة في الدفاع عن الأرض الأم الخاصة بها، وهو ما يفسر ارتفاع عدد المتطوعات في بداية الحرب. وحتى الأميرة إليزابيث كانت سائقة في الوحدة الثانية للملازم الأول وندسور ، بعد انضمامها للقيام بدورها في حماية البلاد. 
وعلى الرغم من الإقبال الكبير للمتطوعات، رفضت بعض النساء الانضمام إلى القوات. فقد كنَّ غير مستعدات للتخلي عن وظيفتهن المدنية، وآخريات كان نظرائهم الذكور غير راغبين في السماح لهن بالرحيل. ورأن آخريات أن الحرب كانت ولا تزال وظيفة الرجل. عندما تم تجنيد المرأة لم يدخل حيز التنفيذ، إلا أنه كان محدودا للغاية. على سبيل المثال، كانت النساء المتزوجات معفاة من أي التزام للخدمة إلا إذا اختارن بأنفسهن أن يفعلن ذلك، وأولئك اللاتي تم استدعاؤهن يمكن أن تختار للعمل في الدفاع المدني (الجبهة الداخلية). 
خلال الحرب، تطوعت حوالي:
487,000 امرأة لخدمات المرأة.
80,000 لـخدمة البحرية الملكية النسائية WRNS)
،185,000 لـسلاح الجو النسائي المساعد (WAAF)
222,000 لـلخدمات الإقليمية الداعمة (ATS).
قبل 1941 مطالب صناعة الحرب دعت لتوسيع خدمات المرأة بحيث يمكن أن يزيل المزيد من الرجال من مواقعهم السابقة والقيام بأدوار أكثر نشاطا في ميدان المعركة.
لجميع الخدمات النسائية، كانت ATS بحاجة لعدد أكبر من المتقدمات الجدد. ولكن نظرا لعدم شعبية ATS ، لم يتمكنوا من الحصول على 100,000 متطوعة هم بحاجة إليها. في محاولة لتغيير رأي المرأة في ATS، تم تحسين ظروف المعيشة وقدم زي موحد جديد أكثر إرضاءاً.
في عام 1941 تم فتح التسجيل للتوظيف أملا في الحصول على مزيد من النساء الراغبات في التسجيل. لا يمكن أن تجبر النساء للانضمام إلى القوات، ولكن المطلوب نساء تتراوح أعمارهن بين 20-30 في محاولة للعثور على عمل من خلال مكاتب العمل وتقديم معلومات عن حالات العمل والأسرة الحالية.
تم إقناع أولئك اللواتي يعتبرن مؤهلات في صناعة الحرب لأن وزارة العمل لم يكن لديها القدرة على الإجبار. تم استخدام الدعاية أيضا لإقناع المرأة في الخدمات النسائية. ملصق بحلول نهاية عام 1941، قد اكتسبت ATS فقط 58,000 عاملة جديدة، وذلك أقل من إيرنست بيفين ثم تمت الدعوة للتجنيد وبحلول أواخر 1941 مع قانون الخدمة الوطنية أصبح إلزاميا للنساء اللاتي تتراوح أعمارهم 20-30 لانضمام إلى الخدمة العسكرية. كانت النساء المتزوجات معفاة من التجنيد، ولكن أولئك اللاتي كنَّ مؤهلات كان الخيار للعمل في صناعة الحرب أو الدفاع المدني،  وضعت معظم النساء إلى ATS بسبب حاجتها للمتقدمات الجدد من النساء. ألغي قانون الخدمة الوطنية في عام 1949.
لعبت المرأة دورا هاما في الإنتاج الصناعي البريطاني خلال الحرب، في مجالات مثل المعادن، والمواد الكيميائية، والذخائر، وبناء السفن والهندسة. 
في بداية الحرب في عام 1939 , 17.8٪ من النساء كنَّ عاملات في هذه الصناعات وفي عام 1943 شكلن 38.2٪. مع بداية الحرب كان هناك حاجة ملحة لتوسيع القوة العاملة في البلاد، وكان ينظر للمرأة باعتبارها مصدرا لعمالة المصنع. قبل الحرب كانت النساء في الإنتاج الصناعي حصريا في الجمعيات، الذي كان ينظر إليه على أنه عمل رخيص ومتساهل ولكن خلال الحرب كانت هناك الحاجة للمرأة في المجالات الأخرى في عملية الإنتاج التي كانت تتم سابقا من قبل الرجال مثل مشغلات المخرطة. 
أنشأت وزارة العمل مراكز التدريب التي أعطت مقدمة لعملية الهندسة، ومدخل إلى أهمية الصناعات الهندسية ونمت وأصبحت مصدرا كبيرا للعمالة من الإناث. وشهدت مناطق مثل صناعة الطائرات، والهندسة العامة الخفيفة والثقيلة وتصنيع السيارات وشهدت زيادة في عمالة الإناث خلال الحرب. شهد إنتاج الطائرات أكبر ارتفاع في عمالة الإناث حيث ارتفعت من 7٪ في عام 1935 إلى 40٪ في عام 1944. 
في بداية الحرب منع الرجال الذين كانوا في الهندسة من الذهاب إلى الحرب لأنه كان ينظر إلى هندسة كصناعة هامة للإنتاج الحربي ولكن في عام 1940 أصبحت هناك حاجة لمزيد من العمالة من الإناث لتزويد الأيدي العاملة اللازمة لتوسع المصنع. قبل 1941 مع نقص العمالة الماهرة قدم وسام العمالة الأساسية التي يتعين على جميع العمال المهرة التسجيل ومنع العمال من الاستقالة من وظائفهم التي اعتبرت ضرورية لجهود الحرب دون موافقة من موظف الخدمة الوطنية.و يطلب طلب توظيف نساء تتراوح أعمارهن بين 18-45 للتسجيل في مكاتب العمل وفي عام 1943 تم رفع الحد الأقصى لعمر 50، التي وضعت 20,000 امرأة إضافية في سوق العمل. أعطيت إنتاج الطائرات أعلى أولوية في العمل وتم تحويل العديد من النساء حتى نقلهن من الإنتاج الزراعي. 

### تفسير التصوير الجوي
كان واحدا من أهم الأدوار داخل القوات أن المرأة وظفت خلال الحرب لتفسير الصور الجوية التي تأخذها طائرات التجسس البريطانية على الحلفاء في أوروبا.وكان هناك مساواة في هذا العمل الذي لم يتم العثور على مثيله في أي مكان آخر خلال الحرب: فقد كانت تعتبر المرأة مساوية للرجل في هذا المجال. لعبت المرأة دورا هاما في التخطيط ليوم النصر( D-Day) فقد أظهرن قدرات في تحليل الصور من ساحل نورماندي واللاتي قررن في أي شاطئ على القوات الهبوط به وعلى أي موقع. 
شاركت المرأة في تحليل الصور أيضا في أكبر انقلاب استخباراتي في الحرب باكتشاف القنبلة الطائرة الألمانية V1. التي سمحت مشاركة المرأة في تدمير هذه القنابل.  

### بعد الحرب
وقد عادت الكثير من النساء بعد الحرب لوظائفهن. وعاد الجيش إلى مجال يسيطر عليه الذكور كما كان عليه قبل اندلاع الحرب. النساء اللاتي خدمن في المدفعية وكمشغلات كشافات أصبحن أمينات وكاتبات، اخذت كل الفرص التي ربما كان هؤلاء النساء قد يستفدن منها في التدريب. «كان تسريح الجيش خيبة أمل كبيرة للكثير منا. لقد كانت حربا فظيعة ورائعة. لم يكن قد غاب عني أي شيء. بعض الأصدقاء بقوا معنا إلى الأبد.» كما روت إحدى النساء بعد تسريحها من الخدمة والعودة إلى وظيفتها الطبيعية.
تم تسريح النساء المتزوجات من الخدمة أولا في نهاية الحرب، حتى يتمكن من العودة إلى ديارهن قبل أزواجهن لضمان ان يكون المنزل جاهزا عند عودة الرجل من الجبهة. وعلى الرغم من كونها غير معترف بجهودها إلى حد كبير في زمن الحرب في القوات، فمشاركة المرأة في الحرب العالمية الثانية سمحت لتأسيس قوات نسائية دائمة. وضعت بريطانيا هذه القوات الدائمة في عام 1949، والخدمات التطوعية للمرأة لا تزال قوة احتياطية حتى اليوم.

## الولايات المتحدة
شاركت النساء الأمريكيات في الحرب العالمية الثانية في العديد من المهام التي كانت نادرة عليهن سابقاً؛ كما شملت الحرب نزاع عالمي على نطاق لم يسبق له مثيل، أدى إلى الاستعجال المطلق لتعبئة السكان لتوسيع دور المرأة التي أصبح لا غنى عنها. كان يرمز إلى العمالة الماهرة الجادة من النساء في الولايات المتحدة بمفهوم (روزي المبرشمة)، وهي عاملة المصنع التي تقوم بأداء ما كان يعتبر في السابق عمل الرجل.
مع هذا توسعت الفرص والثقة، وكانت أدوار النساء الأمريكيات في الحرب العالمية الثانية أكثر اتساعا مما كان عليه في الحرب العالمية الأولى. عملت النساء في الصناعات الحربية، وبناء السفن، والطائرات، والسيارات، والأسلحة. وعملت النساء أيضا في المصانع ومحطات الذخائر والمزارع، وقدن الشاحنات وقدمن الدعم اللوجستي للجنود، ودخلن المجالات المهنية العملية التي كانت في السابق حكرا على الرجال. جندت النساء أيضا والممرضات العاملات في الخطوط الأمامية، وكانت هناك زيادة كبيرة في اعداد النساء اللواتي يعملن لحساب الجيش نفسه.
خلال الحرب العالمية الثانية، خدمت حوالي 400,000 امرأة في الولايات المتحدة مع القوات المسلحة، وأكثر من 460 - تقول بعض المصادر ان الرقم الأقرب هو 543 -فقدن أرواحهم نتيجة الحرب، بما في ذلك 16 من نيران العدو. ومع ذلك، فإن الولايات المتحدة قررت عدم استخدام النساء في القتال لأن الرأي العام لن يتسامح مع ذلك. وأصبحت النساء معترف بهن رسميا كجزء دائم للقوات المسلحة الأمريكية بعد الحرب، مع مرورالوقت أقرت القوات المسلحة قانون إدماج المرأة لعام 1948.

## يوغسلافيا
ادعت حركة التحرير الوطني اليوغوسلافية  تيتو بـ6،000,000 المؤيدين المدنيين؛ شكلت لها مليوني امرأة جبهة مناهضة الفاشية النسائية (المنطقة الحرة)،  المنطقة الحرة تدير المدارس والمستشفيات وحتى الحكومات المحلية.
خدمت حوالي 100,000 امرأة مع 600,000 رجل في جيش التحرير الوطني اليوغوسلافي تيتو. وأكدت حرصها على الحقوق والمساواة بين الجنسين واستخدمت الصور الملتقطة من البطلات الفولكلوريات التقليديات لجذب وإضفاء الشرعية على بارتيزنكا. بعد الحرب تم تسريح النساء ، ولكن يوغوسلافيا فريدة من نوعها حيث أبدى المؤرخون اهتماما واسعا لدور المرأة في المقاومة، حتى اندلعت الحرب في البلاد في عام 1990. ثم تلاشت ذكرى الجنود النساء.